# Saint-Paulien
Saint-Paulien ist eine französische Gemeinde mit 2.419 Einwohnern (Stand: 1. Januar 2022) im Département Haute-Loire in der Region Auvergne-Rhône-Alpes. Sie gehört zum Arrondissement Le Puy-en-Velay und zum Kanton Saint-Paulien.

## Geographie

### Lage
Saint-Paulien liegt in der Landschaft Velay am Fluss Borne und seinem Zufluss Bourbouilloux.

### Nachbargemeinden
Umgeben wird Saint-Paulien von den Nachbargemeinden Saint-Geneys-près-Saint-Paulien im Norden, Saint-Vincent im Osten, Lavoûte-sur-Loire im Südosten, Blanzac und Polignac im Süden, Borne und Loudes im Südwesten, Lissac im Westen sowie Céaux-d’Allègre im Nordwesten.

## Geschichte
Seit dem 2. Jahrhundert nach Christus sind hier die Vellavi ein gallorömischer Stamm, nachgewiesen. In der Gemeinde liegt die alte gallorömische Siedlung Ruessium, der Hauptort. Ab dem fünften Jahrhundert wechselte die Herrschaft nach Anicium – dem heutigen Le Puy-en-Velay, Ruessium wurde zur Civitas Vetula.

### Bevölkerungsentwicklung
| Jahr                       | 1962 | 1968 | 1975 | 1982 | 1990 | 1999 | 2006 | 2017 |
| Einwohner                  | 1866 | 1736 | 1620 | 1822 | 1872 | 1912 | 2182 | 2416 |
| Quellen: Cassini und INSEE |      |      |      |      |      |      |      |      |

## Verkehr
Durch die Gemeinde führen die Route nationale 102 und die frühere Route nationale 106 (heutige D906).

## Sehenswürdigkeiten
- Romanische Kirche Saint-Georges aus dem 12. Jahrhundert, Monument historique seit 1840
- Kapelle Saint-Joseph, Monument historique
- Reste der gallorömischen Siedlung und Museum Michel-Pomarat
- Burg La Rochelambert, Monument historique

|  |  |

## Persönlichkeiten
- Pierre Julien (1731–1804), Bildhauer
- Gérard Dufeïte (1880–?), Turner